# ريدموند (واشنطن)

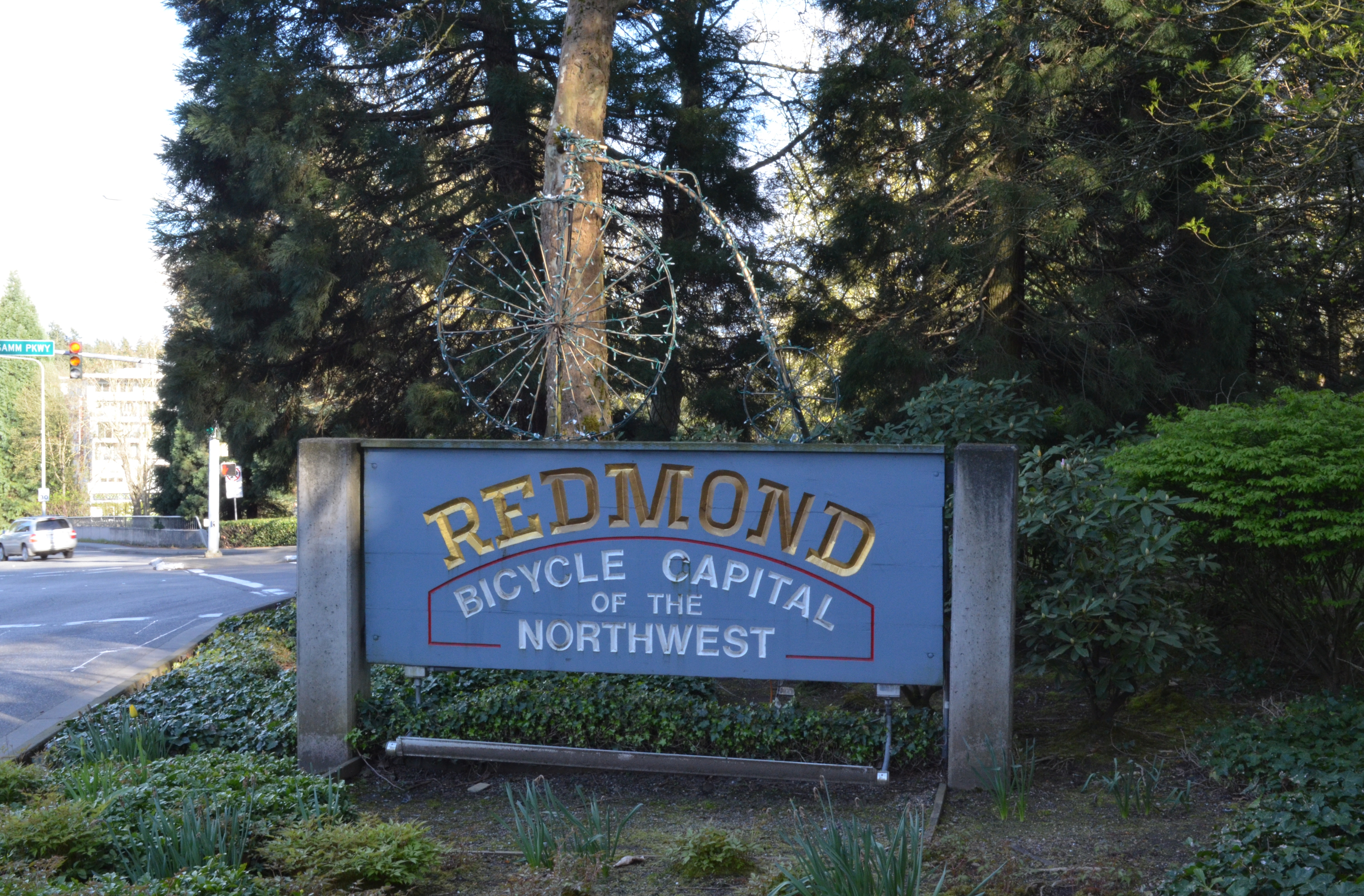
بوابة مدينة ريدموند بولاية واشنطن

ريدموند (بالإنجليزية: Redmond)‏ هي إحدى مدن ولاية واشنطن في الولايات المتحدة الأمريكية. يقع مقر شركة مايكروسوفت ونينتندو أمريكا بها.

## التركيبة السكانية
قام مكتب تعداد الولايات المتحدة بتحديد بيانات التركيبة السكانية لريدموند في تعداد الولايات المتحدة. في ما يلي، التركيبة السكانية حسب تعدادي 2000 و2010.

### تعداد عام 2000
بلغ عدد سكان ريدموند 45,256 نسمة بحسب تعداد عام 2000، وبلغ عدد الأسر 19,102 أسرة وعدد العائلات 11,346 عائلة مقيمة في المدينة.
وتوزع التركيب العرقي للمدينة بنسبة 5.61% من الهسبانيون أو اللاتينيون من أي عرق.
بلغ عدد الأسر 19,102 أسرة كانت نسبة 28.5% منها لديها أطفال تحت سن الثامنة عشر تعيش معهم، وبلغت نسبة الأزواج القاطنين مع بعضهم البعض 48.9% من أصل المجموع الكلي للأسر، ونسبة 7.6% من الأسر كان لديها معيلات من الإناث دون وجود شريك، وكانت نسبة 40.6% من غير العائلات. تألفت نسبة 30.4% من أصل جميع الأسر من أفراد ونسبة 6.1% كانوا يعيش معهم شخص وحيد يبلغ من العمر 65 عاماً فما فوق. وبلغ متوسط حجم الأسرة المعيشية 2.95، أما متوسط حجم العائلات فبلغ 2.33.
بلغ العمر الوسطي للسكان 34 عاماً. وكانت نسبة 21.5% من القاطنين تحت سن الثامنة عشر، وكانت نسبة 9.5% بين الثامنة عشرة والأربعة وعشرين عاماً، ونسبة 37.9% كانت واقعةً في الفئة العمرية ما بين الخامسة والعشرين والأربعة وأربعين عاماً، ونسبة 21.9% كانت ما بين الخامسة والأربعين والرابعة والستين، ونسبة 9.3% كانت ضمن فئة الخامسة والستين عاماً فما فوق. يوجد لكل 100 أنثى 100.4 ذكر، ويوجد لكل 100 أنثى في الثامنة عشر من عمرها فما فوق 99.5 ذكر.
بلغ متوسط دخل الأسرة في المدينة 66,735 دولار، أما متوسط دخل العائلة فبلغ 78,430 دولار. وكان متوسط دخل الذكور 58,112 دولار مقابل 37,200 دولار للإناث. وسجل دخل الفرد الخاص بالمدينة 36,233 دولار. وكانت نسبة 3.3% من العائلات ونسبة 5.3% من السكان تحت خط الفقر، وكان من هؤلاء نسبة 6.3% تحت سن الثامنة عشر ونسبة 6.5% في الخامسة والستين من العمر وما فوق.

### تعداد عام 2010
بلغ عدد سكان ريدموند 54,144 نسمة بحسب تعداد عام 2010، وبلغ عدد الأسر 22,550 أسرة وعدد العائلات 13,890 عائلة مقيمة في المدينة. في حين سجلت الكثافة السكانية 3,325.8 نسمة لكل ميل مربع (1,284.1/كم2). وبلغ عدد الوحدات السكنية 24,177 وحدة بمتوسط كثافة قدره 1,485.1 لكل ميل مربع (573.4/كم2).
وتوزع التركيب العرقي للمدينة بنسبة 7.8% من الهسبانيون أو اللاتينيون من أي عرق.
بلغ عدد الأسر 22,550 أسرة كانت نسبة 32.4% منها لديها أطفال تحت سن الثامنة عشر تعيش معهم، وبلغت نسبة الأزواج القاطنين مع بعضهم البعض 51.4% من أصل المجموع الكلي للأسر، ونسبة 6.9% من الأسر كان لديها معيلات من الإناث دون وجود شريك، بينما كانت نسبة 3.3% من الأسر لديها معيلون من الذكور دون وجود شريكة وكانت نسبة 38.4% من غير العائلات. وبلغ متوسط حجم الأسرة المعيشية 2.98، أما متوسط حجم العائلات فبلغ 2.39.
بلغ العمر الوسطي للسكان 34.1 عاماً. وكانت نسبة 22.7% من القاطنين تحت سن الثامنة عشر، وكانت نسبة 7.5% بين الثامنة عشرة والأربعة وعشرين عاماً، ونسبة 38.7% كانت واقعةً في الفئة العمرية ما بين الخامسة والعشرين والأربعة وأربعين عاماً، ونسبة 21.6% كانت ما بين الخامسة والأربعين والرابعة والستين، ونسبة 9.5% كانت ضمن فئة الخامسة والستين عاماً فما فوق. وتوزع التركيب الجنسي للسكان بنسبة 50.9% ذكور و49.1% إناث.

## وصلات خارجية
- موقع مدينة ريدموند